# Obelisk (Brunoy)

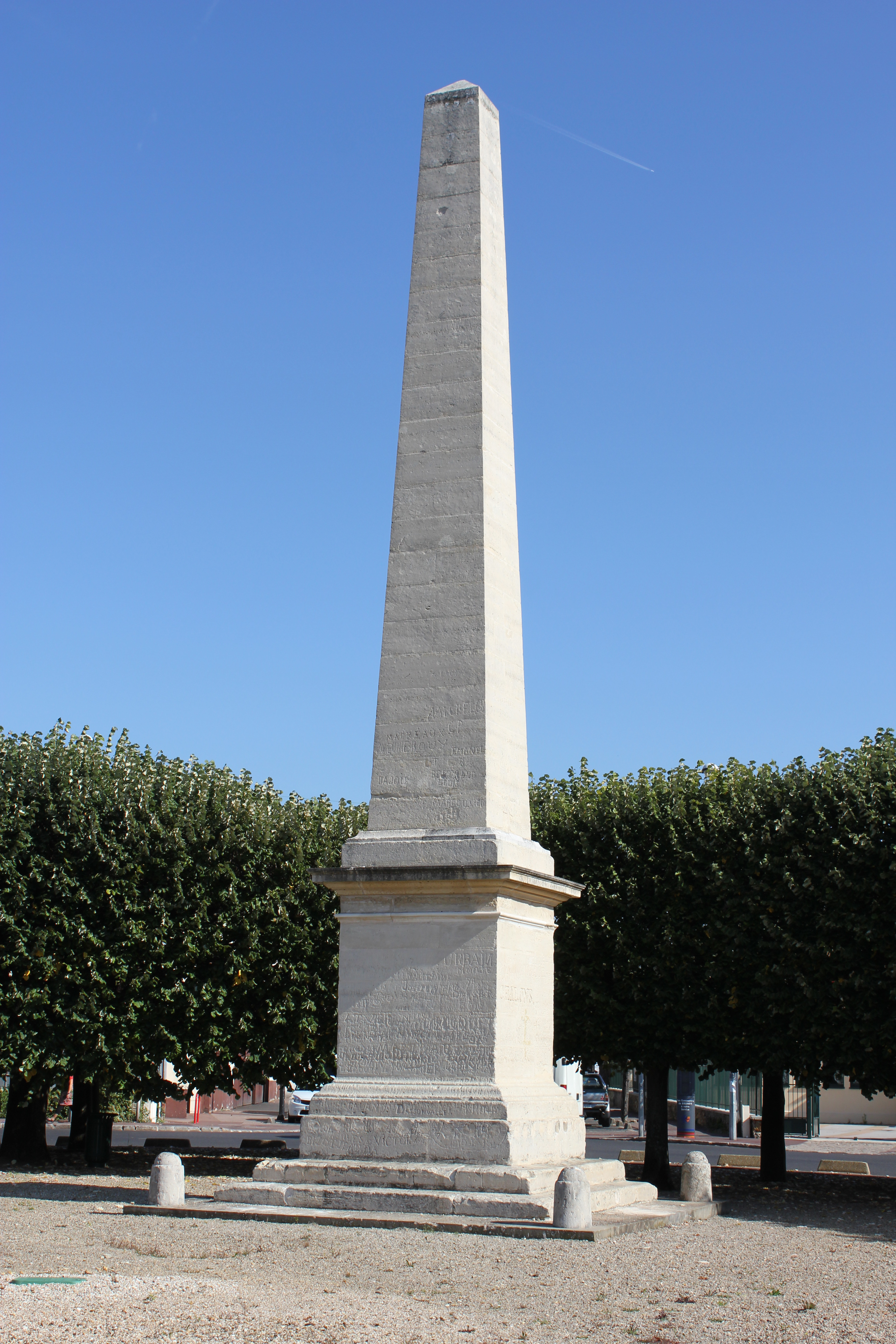
Obelisk in Brunoy

Der Obelisk in Brunoy, einer französischen Stadt im Département Essonne in der Region Île-de-France, wurde 1779 errichtet. Der Obelisk ist seit 1934 als Monument historique auf der Liste der Baudenkmäler in Frankreich.
Der Obelisk wurde nach Plänen des Architekten Jacques-Germain Soufflot im Auftrag des Comte de Provence, des späteren Königs Ludwig XVIII., erbaut. Er war im Wald von Sénart, an der Straße von Paris nach Lyon, ein Ausgangspunkt für Jagdgesellschaften.